# Leszek Sierek
Leszek Sierek (ur. 13 października 1929 w Broniewie, zm. 11 września 2012 w Bydgoszczy) – polski lekkoatleta, specjalizujący się w biegach sprinterskich.

## Życiorys
Specjalizował się w biegu na 400 metrów. Wystąpił w tej konkurencji oraz w  sztafecie 4 × 400 metrów na mistrzostwach Europy w 1954 w Bernie, ale w obu przypadkach odpadł w eliminacjach.  Zdobył srebrny medal w sztafecie 4 × 400 metrów (wraz ze Stanisławem Swatowskim, Zbigniewem Makomaskim i Gerardem Machem) oraz zajął 4. miejsce w biegu na 400 metrów na akademickich mistrzostwach świata (UIE) w 1954 w Budapeszcie.
Był mistrzem Polski w sztafecie 4 × 400 metrów w 1953 oraz wicemistrzem w tej konkurencji i w biegu na 400 metrów w 1954.
Dwukrotnie poprawiał rekord Polski w sztafecie 4 × 400 metrów do wyniku 3:13,1 (28 sierpnia 1954 w Bernie).
Był wieloletnim pracownikiem „Stomilu” Bydgoszcz. Został pochowany na Cmentarzu Trójcy Świętej w Bydgoszczy (sektor VIII, rząd 8/22).